# Blepharicera williamsae
Blepharicera williamsae is een muggensoort uit de familie van de Blephariceridae. De wetenschappelijke naam van de soort is voor het eerst geldig gepubliceerd in 1953 door Alexander.